# Vaudeville (film, 1986)

Vaudeville est un film français réalisé par Jean Marbœuf sorti en 1985.

## Synopsis
Il s'agit d'un triangle amoureux : le mari, la femme et l'amant. Le premier se lasse de jouer l'éternel époux. La seconde rêve de vivre un dernier amour.

## Fiche technique
- Réalisateur : Jean Marbœuf, assisté de Jacques Cluzaud
- Scénario : Jean Marbœuf
- Photographie : Gérard Simon
- Maquillage :
- Musique :
- Son :
- Montage :
- Durée : 100 min
- Date de sortie au cinéma :
  - France : 1985
- Date de sortie en DVD :
  - France : 5 mai 2009

## Distribution
- Guy Marchand : Gaston
- Marie-Christine Barrault : Madeleine
- Roland Giraud  : Victor
- Jean-Marc Thibault : Pierrot
- Annie Jouzier : Yvette

## Anecdotes
- Le film a été tourné en partie à Dijon, principalement aux magasins du Pauvre Diable et les Galeries Lafayette, anciennement Galerie Modernes[1].